# Békey István
Békey István, Drescher (Pest, 1829. augusztus 20. (keresztelés) – Budapest, 1888. június 26.) ügyvéd, honvédelmi minisztériumi osztálytanácsos. Békey Imre bátyja.

## Élete
Atyja Drescher Máté, aki családi nevét 1845-ben változtatta Békeyre, akkor helytartósági hivatalnok, később titkár, majd királyi tanácsos lett és 93 éves korában elhunyt, anyja Fridrich Antónia. Békey István iskoláit Pesten és Egerben végezte el és már 18 éves korában letette az ügyvédi vizsgát. Szalay László történetíró, jogtudós rokona volt, aki nagy hatást gyakorolt szellemi fejlődésére. Kitűnő tollával feltűnt Deák Ferencnek is, aki mint igazságügyi miniszter 1848-ban fogalmazójának nevezte ki. A kiegyezés után, 1867-ben Andrássy Gyula miniszterelnök és honvédelmi miniszter saját titkárának, majd egy év múlva osztálytanácsosnak nevezte ki. E minőségben részt vett Bécsben a közös hadügyminisztériumban a védtörvények megalkotása körüli tanácskozásokban és az 1868-tól megalkotott, a közös hadsereget és honvédséget érintő törvényjavaslatok az ő megfogalmazásában kerültek a magyar törvényhozás elé. A honvédelmi minisztériumból 38 évi szolgálat után nyugalmazták.

## Munkái
- Béla király jegyzőjének személye és kora. Budapest, 1886.
- Szittyák, pártosok, törökök Uo. 1887.

Kéziratban több tanulmányt, ezek közt magyar diplomatikát hagyott hátra.
Cikket irt a Függetlenségbe (1887. 54. sz.)

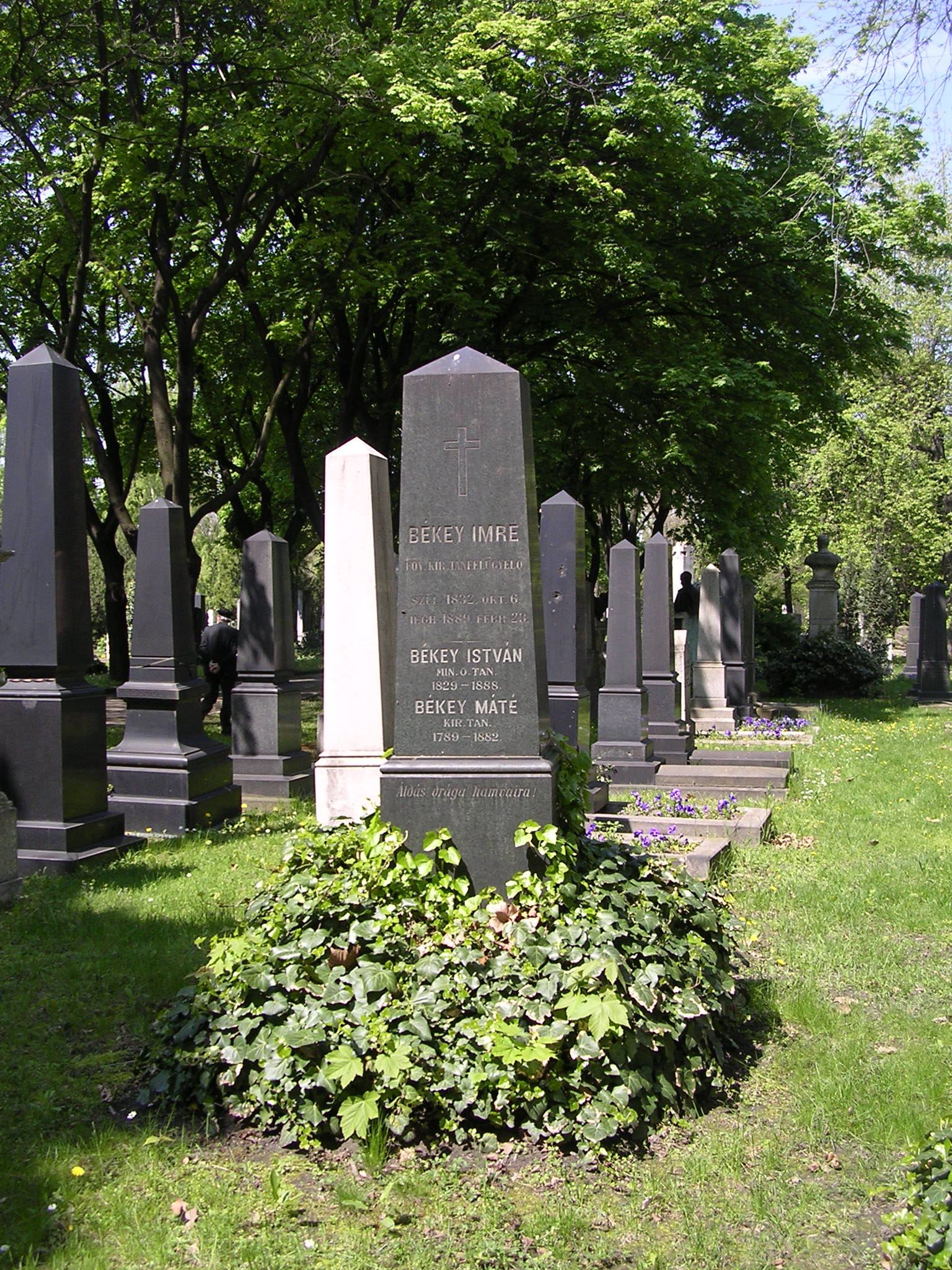
Családjával közös sírja a Fiumei úti sírkertben (34/1-1-49)